# Cololejeunea mamillata
Cololejeunea mamillata là một loài Rêu trong họ Lejeuneaceae. Loài này được (Ångström) E.A. Hodgs. mô tả khoa học đầu tiên năm 1967.